# Essma Ben Hamida
Essma Ben Hamida, née en 1951 à Kairouan, est une entrepreneuse tunisienne ayant notamment participé au développement du microcrédit.

## Biographie
Née en 1951, elle effectue des études d'histoire et de géographie. En 1972, des troubles éclatent à l'université et le président Habib Bourguiba réagit en fermant les établissements pendant plusieurs semaines. Elle passe, durant cette période de vacances forcées, un concours à la Radio-télévision tunisienne qu'elle réussit, et devient présentatrice du journal à des horaires tardifs. Elle reprend ensuite son cursus universitaire, obtient son diplôme et devient enseignante, d’abord à Gabès, puis à Tunis pendant quatre ans. Elle exerce également une activité de journaliste et pigiste, en parallèle, par intérêt pour cette autre activité,.
Elle pense ensuite relancer des études d'urbanisme, à Paris puis à New York, après avoir obtenu une bourse. Elle est alors divorcée avec une petite fille. Elle abandonne finalement les études, ayant réussi à devenir journaliste pour l'agence Tunis Afrique Presse, à l'ONU. Elle reste trois ans à New York puis est embauchée comme reporter par la Fondation internationale pour un autre développement à Rome puis à Genève,. À Rome, elle se marie avec Michael Cracknell, un Britannique rencontré au bureau des Nations unies. En 1989, le couple décide de revenir s'installer en Tunisie,, et d'y adapter le concept de Muhammad Yunus, le fondateur de la Grameen Bank, organisme proposant du microcrédit au Bangladesh. Ils créent ainsi Enda inter-arabe (Enda-ia), s'appuyant sur Enda Tiers-Monde, et se focalisant, comme la Grameen Bank, sur les femmes,,.
Vingt ans plus tard, leur projet est devenu une référence dans le microcrédit, et Enda-ia dispose de soixante agences sur le territoire tunisien. Pour faciliter ce développement, elle crée Enda Tamweel, qui admet les crédits aux hommes à condition que leurs épouses se portent garantes et peut recourir aux lignes de crédit des institutions internationales. Déchargée de la gestion du micro crédit désormais confié à Enda Tamweel, Enda inter-arabe se consacre désormais davantage à l’accompagnement des entrepreneuses et entrepreneurs, et lance aussi entre autres le concept du commerce solidaire et équitable.